# 국제최소기준
국제최소기준(minimum international standards)란 국가가 외국인을 대우할 때 지켜야 하는 국제적으로 인정된 최소기준을 말한다. 국제인권법상 중요개념이다. 

## 최초적용사례
- 샤틴사건